# Balarama

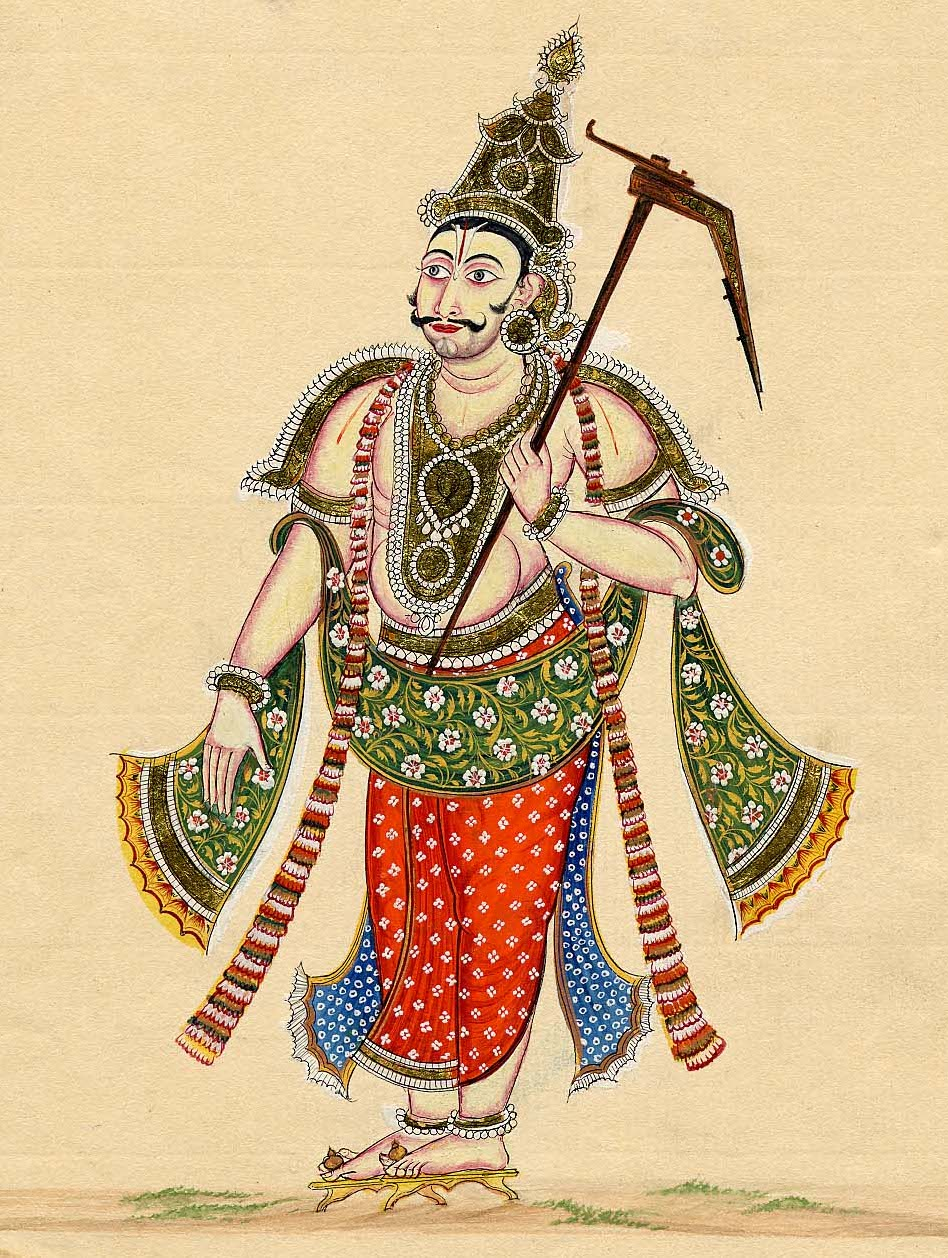
Balarama mit Pflug

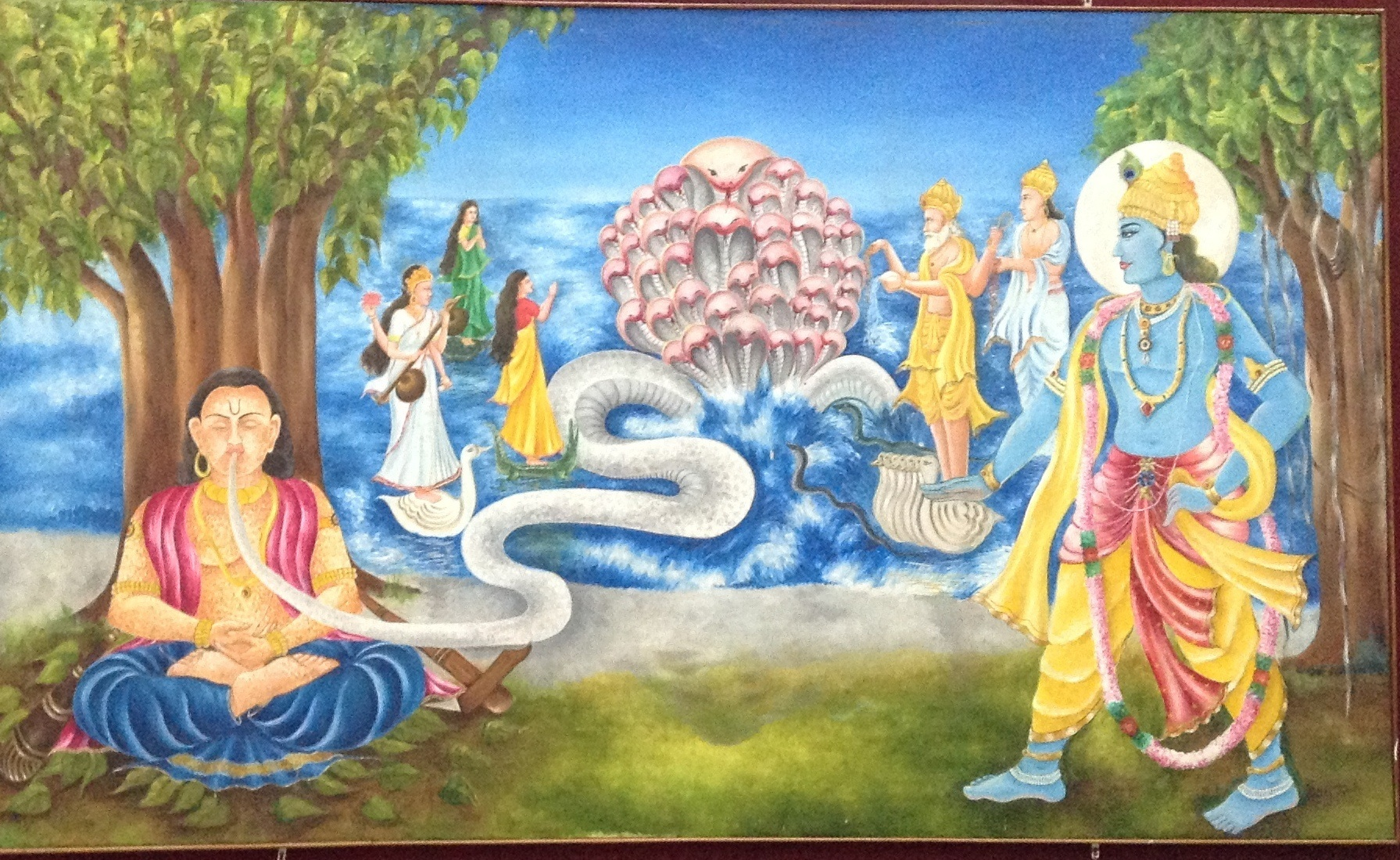
Tod Balaramas

Balarama (Sanskrit बलराम, im Jainismus auch Baladeva) ist gemäß der hinduistischen Mythologie der ältere Bruder des Gottes Krishna.

## Mythos
Balarama war der siebte Sohn von Vasudeva und seiner Gemahlin Devaki; diese war die (Halb-)Schwester des tyrannischen Kamsa, des unrechtmäßig regierenden und dämonischen Königs von Mathura, der die Prophezeiung erhalten hatte, dass der achte Sohn seiner (Halb-)Schwester ihn töten würde. Kamsa ließ daraufhin deren erste sechs Söhne ermorden; der Embryo des siebten Sohnes wurde von Devaki auf Rohini, Vasudevas erste Frau, übertragen, wodurch Balarama am Leben blieb. Später entkam sein jüngerer Bruder Krishna den Nachstellungen Kamsas dadurch, dass man ihn einer Kuhhirtenfamilie übergab, die bereits als Zieheltern Balaramas tätig war. Die beiden Knaben wuchsen heran; Balarama tötete mehrere von Kamsa entsandte Dämonen, doch blieb es Krishna überlassen, seinen (Halb-)Onkel in dessen Palast in Mathura zu töten.
Später heiratete Balarama Revati, die Tochter des Königs von Kusasthali, welches mit der heiligen Stadt Dwarka gleichgesetzt wird. Er war überaus kräftig und betätigte sich zeitweise als Bauer; sein Attribut ist ein Pflug. Vor der Schlacht zu Kurukshetra unterrichtete er die beiden Kontrahenten Duryodhana und Bhima in der Waffentechnik, doch weder er noch sein Bruder kämpften selbst. Nach der Schlacht verschwand Krishna; sein Bruder Balarama versank in eine tiefe Depression und starb. Die Seele verließ seinen Körper in Gestalt einer Schlange und kehrte zum Urozean zurück, wo sie sich mit der Weltenschlange Shesha vereinigte.

## Verehrung
Die Geschichten von Balarama und Krishna sind nahezu untrennbar miteinander verwoben und so werden beide häufig gemeinsam verehrt: Dies wird besonders deutlich im ostindischen Jagannath-Kult, wo sie gemeinsam mit ihrer Schwester Shubhadra als Trimurti verehrt werden.